# Ida de Lovaina
Ida de Lovaina (fallecida en 1139), era hija de  Enrique II, conde de Lovaina, y Adela de Turinga. Ida era hermana de Godofredo I de Lovaina.
Contrajo matrimonio con Balduino II, conde de Henao, que sirvió en la Primera cruzada con Godofredo de Bouillón.
El esposo de Ida, Balduino, vendió algunos de sus bienes al obispado de Lieja para tomar la cruz en la Primera cruzada. En 1098 fue enviado a Constantinopla con Hugo de Vermandois después del sitio de Antioquía, para buscar ayuda del emperador bizantino. Desapareció durante una incursión de los turcos selyúcidas en Anatolia, y presumiblemente fue asesinado. Durante una peregrinación a Jerusalén en 1106, Ida organizó una búsqueda de su esposo perdido en Anatolia, pero fue en vano.

## Descendencia
De su matrimonio con Balduino II de Henao, tuvo los siguientes hijos:
1. Balduino III de Henao.
2. Luis, vivió hasta 1096.
3. Simón, un canónigo de Lieja.
4. Enrique, vivió hasta 1096.
5. Guillermo, murió después de 1117.
6. Arnoldo; se casó con Beatriz de Ath (aprox. 1075 - antes de 1136), hija de Gutierre de Ath y Ada de Roucy. Padre de Eustaquio el Viejo de Rœulx.
7. Ida, (aprox. 1085-después de 1101), se casó primeron con Guido de Chiévres, luego en aprox. 1100 con Tomás de Coucy (también llamado Tomás de Marle).
8. Richilda, (aprox. 1095 - después de 1118), se casó en aprox. 1115 Amaury III de Montfort. Se convirtió en una monja en Mauberge después de la muerte de su marido.
9. Aelidis, (antes de 1098-1153), se casó con Nicolás II de Rumigny.